# Mont Brunelet
Le mont Brunelet est un sommet d'origine volcanique culminant à 838 m d'altitude dans le département français de la Haute-Loire.

## Toponymie
Lo Suc (1335), Brunelle (1546), Lou Suc de Brunellect (1604), Brunellet (1778).

## Géographie

### Situation
Le mont Brunelet est situé au sein du Massif central, entre les communes de Saint-Germain-Laprade et de Brives-Charensac. Il est séparé du plateau de la Chaud par la route nationale 88 et se termine par un rocher de basalte.

### Géologie
Le sous-sol est constitué de mamelons argileux et marneux surmontés par des coulées basaltiques.

### Flore
Plusieurs plantes messicoles issues de terrains marno-calcaires, des espèces de pelouses écorchées sur marnes comme Bufonia paniculata (vi) et quelques espèces forestières remarquables telles que la Gesse printanière (Lathyrus vernus) sont présentes, faisant de cet endroit la station la plus septentrionale de la vallée de la Loire à accueillir la Lathyrus vernus.

## Histoire
Dans la grotte Rouge, située sur l'un des versants du mont, des vestiges d'occupation datant de la période magdalénienne ont été découverts.

## Protection environnementale
Le sommet est inclus dans la ZNIEFF de type 2 « Bassin du Puy - Emblavez », ainsi que dans la ZNIEFF de type 1 « Mont Brunelet » qui couvre une superficie de 105 hectares.